# Владимир Бехтерев
Владимир Михайлович Бехтерев е руски невропатолог, физиолог и психолог. Основоположник на рефлексологията и патопсихологията в Русия, академик.
Участва в Руско-турската война (1877 – 1878) като доброволец и военен кореспондент. Руски офицер, генерал-майор от медицинската служба.

## Биография
Владимир Бехтерев е роден на 20 януари 1857 г. в село Сорали, Елабуцки уезд, Вятска губерния в семейство на дребен служител от старинния дворянски род Бехтеревых. Завършва Вятската гимназия.
Участва в Руско-турската война (1877 – 1878). Записва се доброволец в Действуващата Руска армия на Балканския полуостров. Служи в лазарета на 16-а пехотна дивизия. Едновременно е военен кореспондент на вестник „Северный вестник“. В началото на зимата на 1877 г. поради заболяване се завръща в Русия и продължава образованието си в Санктпетербургската медико-хирургична академия.

### Научно развитие
Специализира психични заболявания в клиниката на професор Мержеевски, както и в Германия, Австро-Унгария и Франция(1884). През 1881 г. защитава докторска дисертация. Доцент и ръководител на катедра в Санктпетербургската медико-хирургическа академия (1881) и професор в Казанския университет (1885). Основател на „Неврологичен вестник“. Член на медицинския съвет при Министерството на вътрешните работи (1894) и Военния министър (1895). През 1908 г. основава „Психоневрологическия институт“. Тук създава собствена школа и обучава стотици ученици.
Той е известен и с описанието си от 1892 г. на „скованост на гръбначния стълб и неговото изкривяване като специална форма на болестта“, наречена на негово име като болест на Бехтерев (анкилозиращ спондилит).
Автор е на фундаментални трудове:„Проводящие пути спинного и головного мозга“, „Основы учения о функции мозга“, „Объективная психология“. Най-известен с работата си върху асоциираните рефлекси, които обикновено са наричани с термина на Иван Павлов „условни рефлекси“. Работейки по едно и също време с Иван Павлов дава нов живот на областта. Докато Иван Павлов се занимава предимно със секрециите от жлезите, Владимир Бехтерев обуславя реакциите на моторното отдръпване с лапата на куче и ръката на човек. Използва и такива рефлекси като внезапния допир на ръката до нещо студено, което предизвиква рефлекса на секване на дъха. Счита, че асоциирания рефлекс е основата на цялото поведение и работи с речта като комплексен рефлекс. Джон Уотсън се позовава на немско/френския превод от 1913 г. на книгата на Владимир Бехтерев в президентското си обърщение към конгреса на Американската психологическа асоциация през 1915 г. във време, когато е имало само няколко преведени статии на Иван Павлов. Независимо от по-екстензивните методи на Владимир Бехтерев, Иван Павлов е по-всеобхватен и има по-стимулиращи идеи.